# Niger ai Giochi della XXXII Olimpiade
Il Niger ha partecipato ai Giochi della XXXII Olimpiade, che si sono svolti a Tokyo, Giappone, dal 23 luglio all'8 agosto 2021 (inizialmente previsti dal 24 luglio al 9 agosto 2020 ma posticipati per la pandemia di COVID-19) con sette atleti, quattro uomini e tre donne.
Si è trattato della tredicesima partecipazione di questo paese ai Giochi estivi.

## Delegazione
| Sport            | Uomini | Donne | Totale |
| ---------------- | ------ | ----- | ------ |
| Atletica leggera | 1      | 1     | 2      |
| Judo             | 1      | 0     | 1      |
| Nuoto            | 1      | 1     | 2      |
| Taekwondo        | 1      | 1     | 2      |
| Totale           | 4      | 3     | 7      |

## Risultati

### Atletica leggera
| Q | Qualificato al turno successivo per la posizione in qualificazione                                                           |
| q | Qualificato per il turno successivo per ripescaggio o, negli eventi su campo, conquistando la misura minima per qualificarsi |

Eventi su pista e strada
| Atleta             | Evento                | Batteria  | Batteria  | Semifinale      | Semifinale      | Finale          | Finale          |
| Atleta             | Evento                | Risultato | Posizione | Risultato       | Posizione       | Risultato       | Posizione       |
| ------------------ | --------------------- | --------- | --------- | --------------- | --------------- | --------------- | --------------- |
| Badamassi Saguirou | 100 m piani maschili  | 10"87     | 7º        | Non qualificato | Non qualificato | Non qualificato | Non qualificato |
| Aminatou Seyni     | 200 m piani femminili | 22"72     | 3ª Q      | 22"54           | 5ª              | Non qualificata | Non qualificata |

### Judo
| Atleta           | Evento         | 16-esimi               | Ottavi               | Quarti               | Semifinali           | Ripescaggio          | Finale / FB          | Posizione       |                 |
| Atleta           | Evento         | Avversario Risultato   | Avversario Risultato | Avversario Risultato | Avversario Risultato | Avversario Risultato | Avversario Risultato | Posizione       |                 |
| ---------------- | -------------- | ---------------------- | -------------------- | -------------------- | -------------------- | -------------------- | -------------------- | --------------- | --------------- |
| Ismael Alhassane | 66 kg maschile | K. Le Blouch P (00-10) | Non qualificato      | Non qualificato      | Non qualificato      | Non qualificato      | Non qualificato      | Non qualificato | Non qualificato |

### Nuoto
| Atleta           | Gara                        | Batterie | Batterie | Semifinali      | Semifinali      | Finale          | Finale          |
| Atleta           | Gara                        | Tempo    | Pos.     | Tempo           | Pos.            | Tempo           | Pos.            |
| ---------------- | --------------------------- | -------- | -------- | --------------- | --------------- | --------------- | --------------- |
| Alassane Seydou  | 50 m stile libero maschili  | 24"75    | 50º      | Non qualificato | Non qualificato | Non qualificato | Non qualificato |
| Roukaya Mahamane | 50 m stile libero femminili | 32"21    | 76ª      | Non qualificata | Non qualificata | Non qualificata | Non qualificata |

### Taekwondo
| Atleta                | Evento           | Qualificazioni       | Ottavi               | Quarti               | Semifinali           | Ripescaggio          | Finale / FB                   | Pos. |
| Atleta                | Evento           | Avversario Risultato | Avversario Risultato | Avversario Risultato | Avversario Risultato | Avversario Risultato | Avversario Risultato          | Pos. |
| --------------------- | ---------------- | -------------------- | -------------------- | -------------------- | -------------------- | -------------------- | ----------------------------- | ---- |
| Abdoul Razak Issoufou | +80 kg maschile  | N.D.                 | S. Gbané P 9-15      | Non qualificato      | Non qualificato      | Non qualificato      | Non qualificato               | =11º |
| Tekiath Ben Yessouf   | -57 kg femminile | Bye                  | M. Hamada V 11-6     | T. Minina P 10-15    | Non qualificata      | F. Tzeli V 2-0       | Finale 3º posto Lo C-l P 6-10 | 5ª   |